# تليكية
التِّلِيْكِيَة هو جنس من النباتات المزهرة من الفصيلة النجمية.